# ジルハンガ
ジルハンガ（満洲語: ᠵᡞᠷᡥᠠᠩᡤᠠ、ラテン文字転写：Jirhangga、漢字：吉爾杭阿、? - 1856年6月1日）は、清朝の官僚。字は雨山。
満州鑲黄旗人。チテラ（奇特拉）氏（Citela hala）。1853年、江蘇按察使となる。当時の江蘇省は南京・鎮江を太平天国が占領し、上海は小刀会が占領している状態であった。巡撫の許乃釗はジルハンガに上海の攻略を命じた。
劉麗川の指導する小刀会は1853年に上海県城を奪取し、周辺の宝山・嘉定・青浦、南匯、川沙を占領していた。ジルハンガが到着すると清軍は青浦・嘉定を奪回した。翌年夏までに5城すべてを回復し、上海を包囲した。上海の包囲中に、布政使、さらに巡撫に抜擢された。1855年、フランス軍の応援を得て県城を破り、劉麗川を戦死させて小刀会の蜂起を平定した。
同年、南京を包囲している欽差大臣向栄の応援を命じられ、鎮江と南京の中間にある高資に駐屯し、太平天国の食糧補給路を遮断する構えを見せた。しかし翌年の6月に太平天国の大軍に包囲され戦死した。